# عيد القيامة
عِيدُ الفِصْحِ (باليونانيَّة: Πάσχα)، ويُعرف بأسماء عديدة أخرى أشهرها عيد القيامة وأحد القيامة، هو أعظم الأعياد المسيحية وأكبرها، يستذكر فيه قيامة المسيح من بين الأموات بعد ثلاثة أيام من صلبه وموته كما هو مسطور في العهد الجديد، وفيه ينتهي الصوم الكبير الذي يستمر عادة أربعين يوماً؛ كما ينتهي أسبوع الآلام، ويبدأ زمن القيامة المستمر في السنة الطقسية أربعين يوماً حتى عيد العنصرة.
تاريخ عيد الفصح متنقل، المسيحيون الأوائل ناقشوا ثلاث فرضيات في الاحتفال بالفصح وأقرّوا في مجمع نيقية المنعقد عام 325 تاريخ الفصح بوصفه الأحد الأول بعد اكتمال القمر الربيع الأول - أي 21 مارس/آذار؛ وهو ما يدفع تاريخ الفصح بين 22 مارس/آذار و25 أبريل/نيسان، أما الكنائس التي تتبع التقويم اليولياني، فعدم تصحيح حساب السنوات في القرن السادس عشر جعل موعد الانقلاب على التقويم الحالي هو 3 أبريل، هذا ما جعل موعد الفصح خلال القرن الحادي والعشرين بين 4 أبريل/نيسان و8 مايو/أيار لمتّبعي التقويم الشرقي.
يرتبط عيد القيامة المسيحي عضوياً بعيد الفصح اليهودي في كثير من رمزيته إلى جانب عن مكانته عن أتباع الديانة، وبخلاف اللغة الإنجليزية والألمانية لم تٌشتق كلمة عيد القيامة "Easter" و"Ostern"، من فيساح أو بيساك أي الكلمة العبرية للفصح، ولكن من الاسم القديم لشهر أبريل أوستارا. بكل الأحوال، فإنه وغالباً ما يتوافق عيد الفصح اليهودي مع عيد الفصح الغربي. تختلف عادات الفصح في مختلف أنحاء العالم المسيحي، غير أن الهتاف بتحية عيد الفصح، وتزيين المنازل، وعادة البيض، ووضع قبر فارغ في الكنائس، وأرنب الفصح، هي من العادات الاجتماعية المرتبطة بالفصح، أما رتبة القيامة الدينية فتتمثل بقداس منتصف ليل أو قداس الفجر.

## الأهمية اللاهوتية

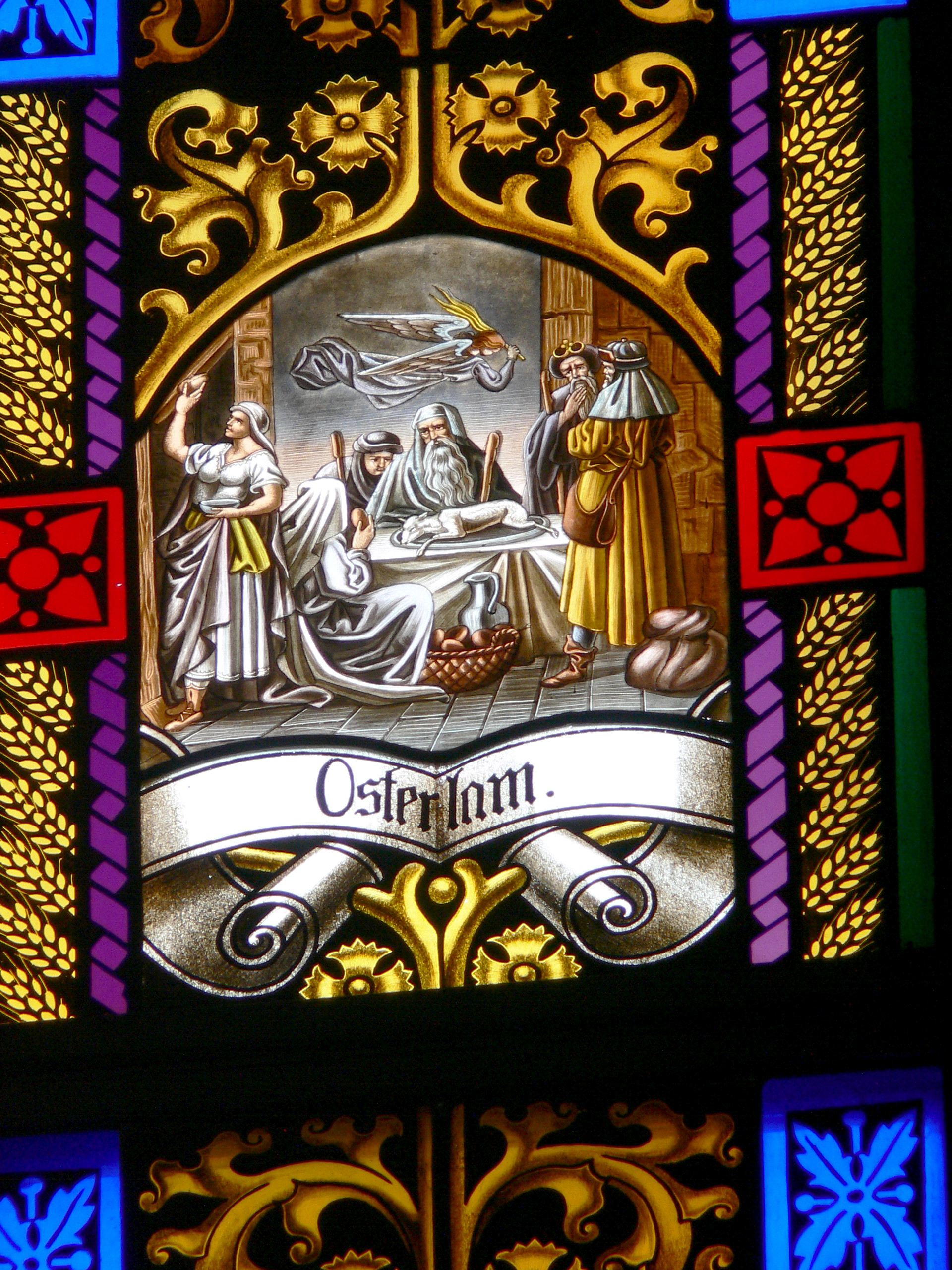
نافذة من الزجاج الملون تصور خروف الفصح، وهو مفهوم لا يتجزأ من أساس عيد الفصح.

يحتفل عيد الفصح بالقيامة ليسوع من بين الأموات، والتي تعد واحدة من المبادئ الرئيسية للإيمان المسيحي. يكتب بولس أنه بالنسبة لأولئك الذين يثقون بموت يسوع وقيامته، "يُبتلع الموت في النصر". تقول رسالة بطرس الأولى أن الله أعطى المؤمنين "ميلادًا جديدًا لرجاء حيّ بقيامة يسوع المسيح من بين الأموات". تؤمن اللاهوت المسيحي أنه من خلال الإيمان بعمل الله، فإن أولئك الذين يتبعون يسوع يقومون روحياً معه حتى يتمكنوا من السير في طريقة حياة جديدة والحصول على الخلاص الأبدي، ويمكنهم أن يأملوا في القيامة الجسدية للسكنى معه في ملكوت السماء.
يرتبط عيد الفصح بعيد الفصح وخروج بني إسرائيل من مصر المسجل في العهد القديم من خلال العشاء الأخير، والمعاناة، وصلب المسيح الذي سبق القيامة. وفقًا للأناجيل الإزائية الثلاثة، أعطى يسوع وجبة الفصح معنى جديدًا، لأنه في الغرفة العلوية أثناء العشاء الأخير أعد نفسه وتلاميذه لموته. لقد حدد الخبز وكأس الخمر كجسده الذي سيتم التضحية به قريبًا، ودمه الذي سيتم سفكه قريبًا. يقول الرسول بولس في رسالته الأولى إلى أهل كورنثوس : "إِذًا نَقُّوا مِنْكُمُ الْخَمِيرَةَ الْعَتِيقَةَ، لِكَيْ تَكُونُوا عَجِينًا جَدِيدًا كَمَا أَنْتُمْ فَطِيرٌ. لأَنَّ فِصْحَنَا أَيْضًا الْمَسِيحَ قَدْ ذُبحَ لأَجْلِنَا.". يشير هذا إلى الشرط في الشريعة اليهودية بأن يتخلص اليهود من كل حميص (هي أطعمة تحتوي على عوامل تخمير ممنوعة على اليهود في عيد الفصح) من منازلهم قبل عيد الفصح، وإلى استعارة يسوع باعتباره ذبيحة الفصح.

## المسيحية المبكرة
وبما أن الأناجيل تؤكد أن صلب المسيح وقيامته حدثا خلال أسبوع الفصح، فقد حدد المسيحيون الأوائل وقت الاحتفال السنوي بالقيامة في علاقة بعيد الفصح. بدأت الأدلة المباشرة على وجود احتفال مسيحي أكثر اكتمالاً لعيد الفصح في الظهور في منتصف القرن الثاني. ربما يكون أقدم مصدر أساسي موجود يشير إلى عيد الفصح هو عظة عيد الفصح في منتصف القرن الثاني المنسوبة إلى ميليتو من ساردس، والتي تصف الاحتفال بأنه احتفال راسخ. بدأت الأدلة على وجود نوع آخر من المهرجانات المسيحية التي تتكرر سنويًا، تلك التي تحيي ذكرى الشهداء، في الظهور في نفس الوقت تقريبًا الذي ظهرت فيه العظة المذكورة أعلاه.
في حين تم الاحتفال بأيام الشهداء (عادةً تواريخ الاستشهاد الفردية) في تواريخ ثابتة في التقويم الشمسي المحلي، تم تحديد تاريخ عيد الفصح عن طريق التقويم القمري الشمسي اليهودي المحلي. وهذا يتفق مع دخول الاحتفال بعيد الفصح إلى المسيحية خلال أقدم فتراتها اليهودية، ولكنه لا يترك المسألة خالية من الشك.
ويعزو المؤرخ الكنسي سقراط سكولاستيكوس احتفال الكنيسة بعيد الفصح إلى استمرار العادة التي كانت سائدة قبل المسيحية، "كما تأسست عادات أخرى كثيرة"، مشيرا إلى أن يسوع ولا رسله أمروا بالاحتفال بهذا العيد أو بأي عيد آخر. على الرغم من أنه يصف تفاصيل الاحتفال بعيد الفصح على أنها مستمدة من العادات المحلية، إلا أنه يصر على أن العيد نفسه يتم الاحتفال به عالميًا.

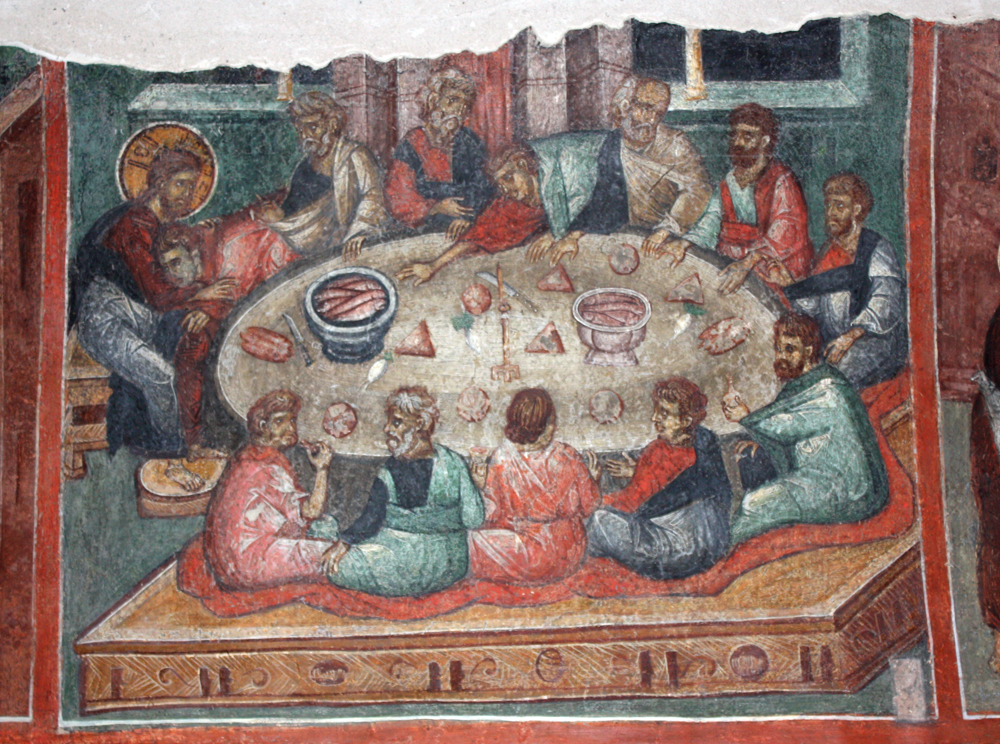
العشاء الأخير الذي احتفل به يسوع وتلاميذه. وكان المسيحيون الأوائل أيضًا يحتفلون بهذه الوجبة لإحياء ذكرى موت المسيح وقيامته اللاحقة.

## الخلفية اليهودية
يعود انفصال المسيحيين عن الأعياد اليهودية إلى العصور الأولى المبكرة للمسيحية، ولكنهم ظلوا لفترة من الزمن يحتفلون بالفصح المسيحي في نفس توقيت احتفال الفصح اليهودي في اليوم الرابع عشر من نيسان. فالمسيح قام من بين الأموات في يوم الأحد الذي تلى فصح اليهود لذلك ارتبط العيدان إلى مجمع نيقيا حيث انفصل المسيحيون عن اليهود.
وقد جرت مراجعة توقيت عيد الفصح المسيحي في مجمع نيقية الذي دعا إليه الإمبراطور قسطنطين في عام 325 بعد الميلاد، وأثبت المجمع قانوناً لم يزل مطبقاً حتى الآن وهو أن عيد الفصح يقع في الأحد الأول الذي يلي بدر القمر الواقع في أول الربيع، فكان هناك عنصران لتعيين الفصح، عنصر شمسي وهو 21 آذار يوم التعادل الربيعي وعنصر قمري وهو 14 من الشهر القمري، وهذا يعني أن يكون الأحد الذي يلي بدر الربيع هو عيد الفصح عند جميع المسيحيين.

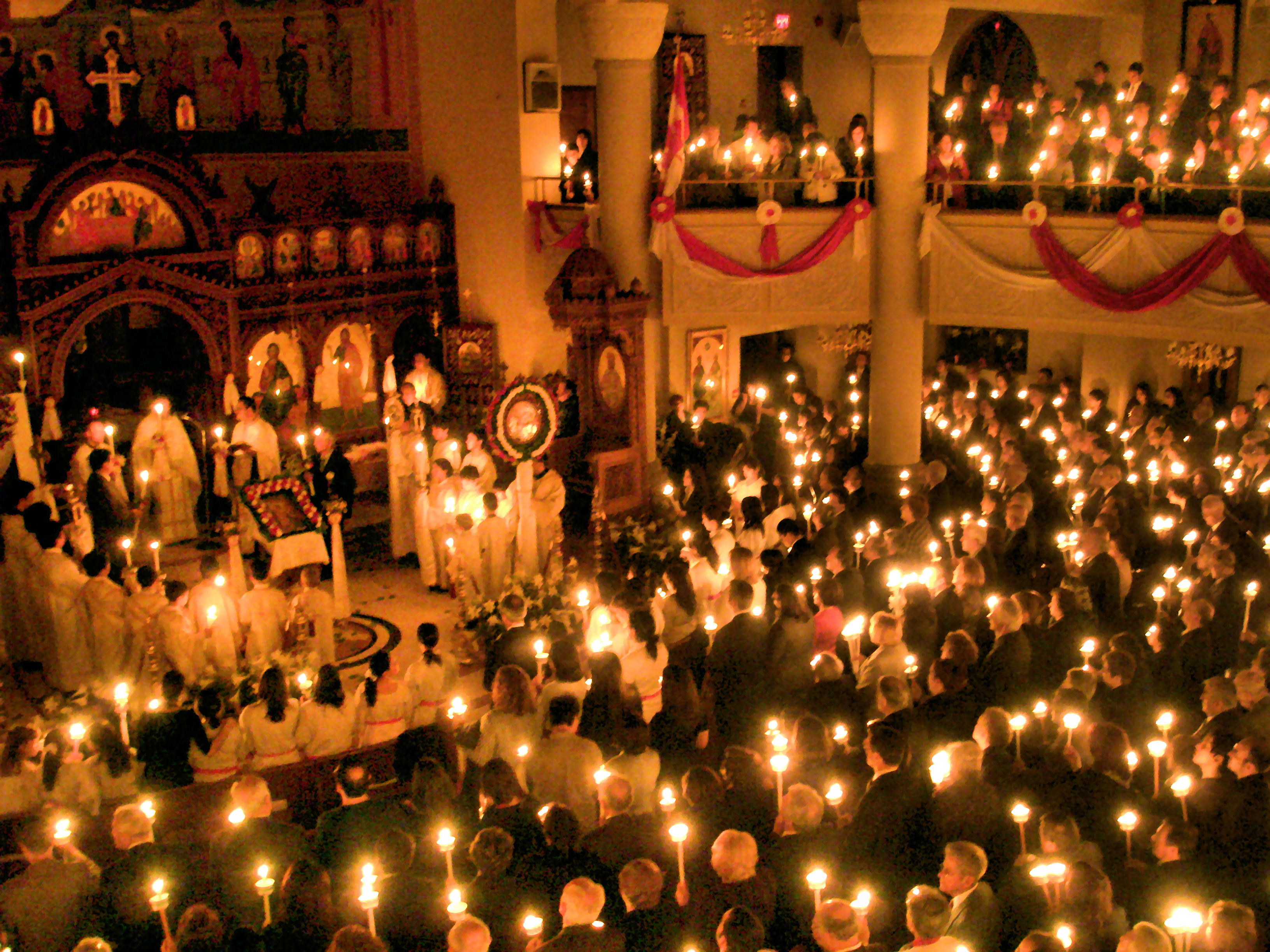
احتفالات عيد القيامة في الكنيسة اليونانية الأرثوذكسية.

وممّا جاء في رسالة الإمبراطور قسطنطين إلى الأساقفة المجتمعين في نيقية ما يلي:«إنه لا يناسب على الإطلاق، وخاصةً في هذا العيد الأقدس من كل الأعياد، أن نتبع تقليد أو حساب اليهود الذين عميت قلوبهم وعقولهم وغمسوا أيديهم بأعظم الجرائم فظاعةً، وهكذا إذ نتفق كلنا على اتخاذ هذا الأسلوب ننفصل أيها الإخوة الأحباء عن كل اشتراك ممقوت مع اليهود». وأعطى المجمع لكنيسة الإسكندرية الحق في تعيين يوم الفصح، نظرا لشهرتها البالغة في العلوم الفلكية، وقدرتها على الحساب الدقيق، فكان أسقف الإسكندرية يعين تاريخ عيد الفصح، مباشرةً بعد عيد الغطاس، ويُعلم بذلك أساقفة الكراسي الأخرى فيما كانت تعرف برسالة الفصح. وقبل انعقاد هذا المجمع كانت كنيسة الإسكندرية قد غضت النظر عن الحساب اليهودي، واتخذت لنفسها قاعدة خاصة جعلت عيد الفصح يقع بعد أول بدر بعد اعتدال الربيع في الحادي والعشرين من آذار، وهو ما اعتمده مجمع نيقية وتتبعته جميع الكنائس في العالم الآن.

## حساب العيد
يقع عيد القيامة دائماً عند المسيحيين الغربيين في الأحد من 22 مارس إلى 25 أبريل، واليوم الذي بعده أي الإثنين يعتبر يوم عطلة رسمية في الكثير من البلدان. بحسب الكنيسة الشرقية يقع عيد القيامة بين 4 أبريل و 8 مايو بين سنة 1900 إلى 2100 حسب التقويم الغريغوري.
يعتبر عيد القيامة والأعياد المرتبطة به أعياد متغيرة التواريخ حيث يرتبط موعد عيد القيامة بموعد عيد الفصح اليهودي، وحيث أن الأشهر العبرية هي أشهر قمرية فهي متحركة بالنسبة للتقويم الجريجوري المعمول به فيتحرك عيد القيامة بين يومي 22 مارس/آذار و25 أبريل/نيسان لدى الكنائس الغربية التي تعتمد التقويم الغريغوري، بينما يتحرك التاريخ بين 4 أبريل/نيسان و8 مايو/أيار لدى الكنائس الشرقية التي تعتمد التقويم اليولياني.

## موقع عيد القيامة
يبدأ التحضير لعيد القيامة ببدء الصوم الكبير وهو عبارة عن 55 يوم مقسم إلى ثمانية أسابيع كل أسبوع يطلق علية اسم ويبدأ بأحد الرفاع مرورا بأحد السامرية والمخلع والتناصير وأحد الشعانين وأحد ال العيد سبت لعازر يشارف زمن الصوم الكبير على الانتهاء على الرغم من أن الصوم يستمر لأسبوع آخر. بعد سبت لعازر يأتي أحد الشعانين – الأسبوع المقدس (أسبوع الآلام)- يكون هذا الأسبوع تمهيداً ليوم القيامة في هذا الأسبوع تتجلى آلام المسيح وعلى طيلة الأسبوع تكون هنالك صلوات، قبل القيامة بثلاثة أيام هنالك من لا يأكل شيئا تضامنا مع آلام المسيح ويتناولون في سبت النور الذي بعده بيوم يكون عيد القيامة.
وهناك بعض الأقوام من يصوم الجمعة والأربعاء، أي عكس ماذكر سابقا كما هو مشهور في الفليبين وتايلاند وبعض دول شرق آسيا بالأضافه إلى بعض دول أمريكا الجنوبية.

## الطقوس والاحتفالات

### في المسيحية الغربية
هناك عدة طرق للاحتفال بعيد القيامة عند المسيحيين الغربيين، من حيث الاحتفال الكنسي «الليتورجي» في عيد القيامة، نرى بأن الرومان الكاثوليك واللوثريين والأنغليكان يحتفلون بقيامة المسيح في ليلة سبت النور. في أهم احتفالية كنسية من السنة كلها تبدأ في الظلام وحول لهب النار الفصحية المقدسة، حيث تُشعَل شمعة كبيرة تدل على قيامة المسيح، وإنشاد الترانيم. بعد ذلك تُقرأ أجزاء من العهد القديم من الكتاب المقدس: قراءة من قصة الخلق وتضحية إسحق وعبور البحر الأحمر والتنبؤ بقدوم المسيح. يليه ترنيم الهليلويا وقراءة إنجيل القيامة، تلي الموعظة قراءة الإنجيل. قديما كان يٌعد وقت عيد القيامة من أهم الأوقات التي يكون تلقي المعمودية للناس الجدد الذين ينظمون للكنيسة، تقوم الكنيسة الرومانية الكاثوليكية بهذا الطقس. سواء كان هناك أشخاص للعماد ام لا، لكن هذا التقليد هو لتجديد مواعيد المعمودية. ويٌحتفل بسر التثبيت أيضاً في ليلة سبت النور. ينتهي احتفال سبت النور بذبيحة القربان المقدس. ممكن أن نرى بعض الاختلافات بالطقس الديني: بعض من الكنائس تقرأ من العهد القديم قبل أن توقد الشمعة الفصحية ويُقرأ في الإنجيل بعد الترانيم مباشرةً.
بعض الكنائس تحبذ الاحتفال بعيد القيامة في صباح الأحد وليس في ليلة السبت هذا يحصل في الكنائس البروتستانتية، حيث إن النساء ذهبوا إلى قبر المسيح في فجر الأحد وكان المسيح قد قام، ويٌقام هذا الاحتفال عادةً في ساحة الكنيسة.

### في المسيحية الشرقية

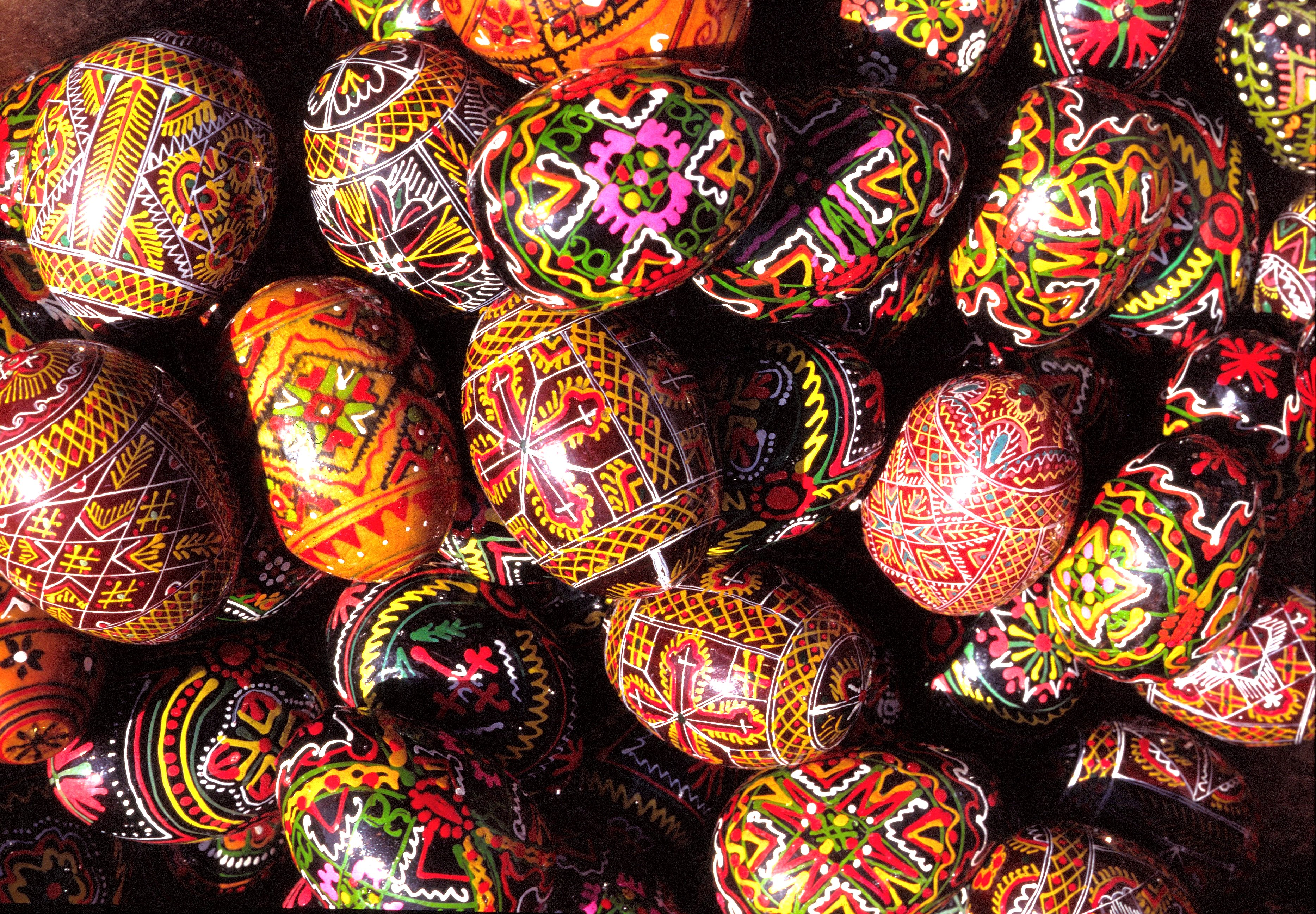
بيض الفصح الملّون وهي من تقاليد العيد الموروثة.

يٌعتبر عيد القيامة من أهم الاحتفالات الدينية عند الشرقيين والأرثوذكس الشرقيين أيضَاً. نرى ذلك في البلدان الذي يشكل الأرثوذكس النسبة الغالبة من سكانها. لكن هذا لا يعني بأن الأعياد والاحتفالات الأخرى هي غير مهمة، على العكس بل إن الأعياد تعتبر تمهيدية لتصل إلى عيد القيامة. إن عيد القيامة هو تحقيق رسالة المسيح على الأرض، لهذا تُرنَّم هذه الكلمات:
المسيح قام من بين الأموات ووطئ الموت بالموت ووهب الحياة للذين في القبور.
في المسيحية الشرقية، يبدأ التحضير الروحي لعيد الفصح/الفصح بالصوم الكبير، الذي يبدأ في يوم الاثنين النظيف ويستمر لمدة 40 يومًا متواصلة (بما في ذلك أيام الأحد). ينتهي الصوم الكبير يوم الجمعة، واليوم التالي هو سبت لعازر. إن صلاة الغروب التي تبدأ سبت لعازر تنهي رسميًا الصوم الكبير، على الرغم من أن الصوم يستمر خلال الأسبوع التالي. تبدأ صلاة العشاء الرباني بصلاة منتصف الليل، وهي الخدمة الأخيرة من صلاة التريودي في زمن الصوم الكبير، ويتم توقيتها بحيث تنتهي قبل منتصف ليل سبت النور بقليل. عند منتصف الليل يبدأ الاحتفال بعيد الفصح نفسه، والذي يتكون من صلاة صبحية الفصح، وساعات الفصح، والقداس الإلهي الفصحي.
الموسم الليتورجي من عيد الفصح إلى أحد عيد جميع القديسين (الأحد بعد عيد العنصرة ) ("الخمسين يومًا"). الأسبوع الذي يبدأ يوم أحد الفصح يسمى الأسبوع المشرق، وخلاله لا يوجد صيام حتى يومي الأربعاء والجمعة. تستمر فترة القداس بعد عيد الفصح 39 يومًا، مع إجازته في اليوم السابق لعيد الصعود. يوم العنصرة هو اليوم الخمسين بعد عيد الفصح (يُحسب بشكل شامل). في كتاب العنصرة الذي نشرته خدمة الرسل في كنيسة اليونان، تم ذكر عيد العنصرة العظيم في جزء السنكسار من صلاة الغروب ليكون الأحد الثامن من عيد الفصح. ومع ذلك، فإن التحية الفصحية "المسيح قام!" لم تعد متبادلة بين المؤمنين بعد صلاة الفصح.

### عادات وتقاليد

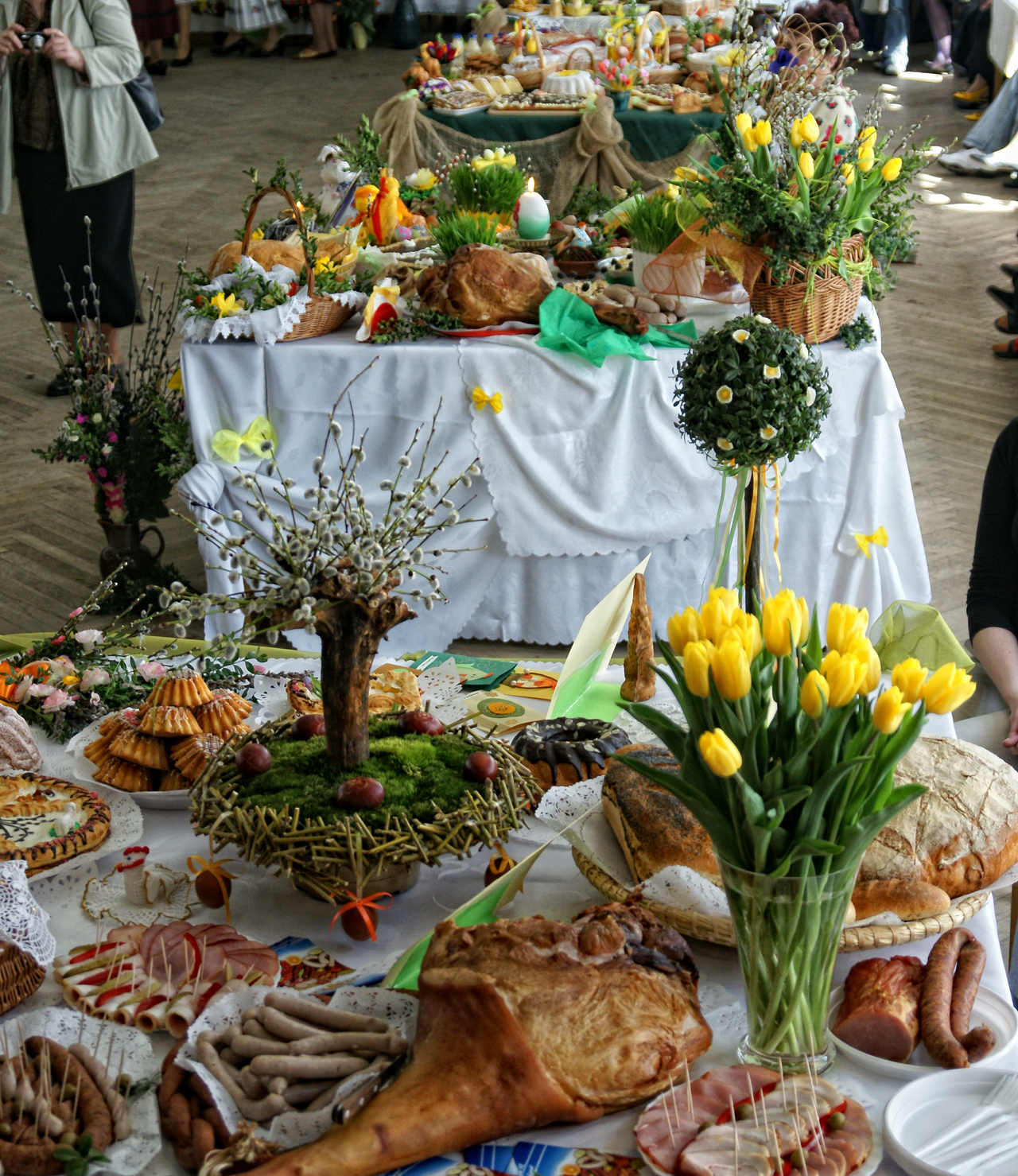
مائدة عيد الفصح التقليديّة في بولندا.

في البلدان المسيحية حيث المسيحية هي دين الدولة، أو حيث يوجد في البلاد عدد كبير من المسيحيين، غالبًا ما يكون عيد الفصح عطلة رسمية. بما أن عيد الفصح يقع في يوم الأحد دائمًا، فإن العديد من دول العالم يكون فيها ثاني أيام الفصح كعطلة عامة. يترافق عادات العيد زيارات عائلية وتناول غداء الفصح معاً. اللون الأصفر والطاغي لم يرتبط تاريخياً بالفصح، إنّما ارتبط بنظرية الخصوبة وخصوصاً عودة الدجاج لوضع البيض وتفقيس الفراخ وتكاثر أرنب الفصح في الأساطير الشعبية.
الزينة بألوان زاهية تطبع أجواء المتاجر والبيوت بما تحمله من رمزية للفصح، فالبيض بألوانه المختلفة ومفارش طاولات السفرة والمحارم بألوان الربيع هي عادات موغلة في القدم، تكثر العادات وتتعدد الألعاب التي غالباً ما ينتظرها الصغار صبيحة عيد الفصح.
ما تزال عادة تلوين البيض مستمرة حتى يومنا، فتعج المتاجر الخاصة ببيض طبيعي وغيره من الصناعي واليدوي بأسعار باهظة، بينما يقدم للأطفال بيض فصح مصنوع من الشوكولاتة. يرتبط أرنب الفصح أيضاً بقصص شعبية عن أنه يأتي بالبيض للأطفال، ومنذ عام 1600 ارتبط الأرنب بالفصح في لعبة انتقلت من ألمانيا تسمى لعبة «البحث عن الكنز». تلك لعبة يمارسها شعب دول الشمال الإسكندنافي في الفصح متنقلين في الغابات القريبة من سكنهم مع العائلة والجيران لإمتاع الأطفال بالبحث عن الكنز الذي عادة ما يحتوي على بيض وشوكولاتة لهم مربوطة بما يضعه الأرنب هناك.
وفي العالم المسيحي يرتبط لحم الضأن بالفصح ارتباطاً وثيقاً لا يمكن أن يمر بدونه. والحمل مرتبط بعديد القصص لكن أهمها تبني المسيحية في أوروبا المسيحية لقصة الفصح اليهودي والتي تقول بأن النبي موسى طلب من اليهود في مصر دهن دم الخراف على أبواب بيوتهم حتى ينجوا من عقاب الله المنزل ضد مصر. لكن الحمل أيضاً ارتبط لاحقاً بالكنيسة التي رأت فيه رمزية للمسيح الذي ضحى بنفسه لأجل الإنسان.

## وصلات خارجية
- صور وخرائط ومخطوطات لعيد القيامة في موقع المكتبة الوطنية الإسرائيلية